# Undercover (film)
 For alternative betydninger, se Undercover. (Se også artikler, som begynder med Undercover)
Undercover  er en dansk komediefilm fra 2016 instrueret af Nikolaj Peyk efter manuskript af Casper Christensen.

## Medvirkende
- Linda P som Rikke
- Roland Møller som Mick
- Anders Baasmo Christiansen som Thorbjørn
- Ali Kazim som Vlatko
- Sara Al-Naser som Saida
- Casper Crump som Kuno
- Paprika Steen som Hanne
- Mia Lyhne som Grethe
- Hadi Ka-Koush som Burhan